# Feeding the Machine (Wolf)
Feeding the Machine è l'ottavo album in studio del gruppo musicale svedese Wolf, pubblicato nel 2020 dalla Century Media Records.

## Tracce
1. Shoot to Kill – 3:40
2. Guillotine – 4:04
3. Dead Man's Hand – 3:09
4. Midnight Hour – 3:22
5. Mass Confusion – 4:12
6. The Cold Emptiness – 3:48
7. Feeding the Machine – 3:51
8. Devil in the Flesh – 3:18
9. Spoon Bender – 3:26
10. The Raven – 4:29
11. Black Widow – 4:00
12. A Thief Inside – 5:33

## Formazione

### Gruppo
- Niklas Stålvind – voce, chitarra
- Simon Johansson – chitarra
- Pontus Egberg – basso
- Johan Koleberg – batteria